# Pristomyrmex browni
Pristomyrmex browni es una especie de hormiga del género Pristomyrmex, tribu Crematogastrini, familia Formicidae. Fue descrita científicamente por Wang en 2003.
Se distribuye por Mauricio. Se ha encontrado a elevaciones de hasta 750 metros. Habita en la madera podrida y la hojarasca.